# Vía Domitia

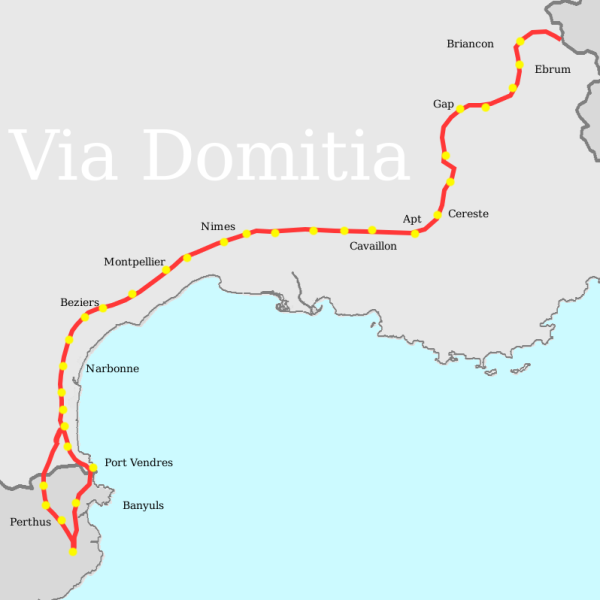
Trazado de la Vía Domitia

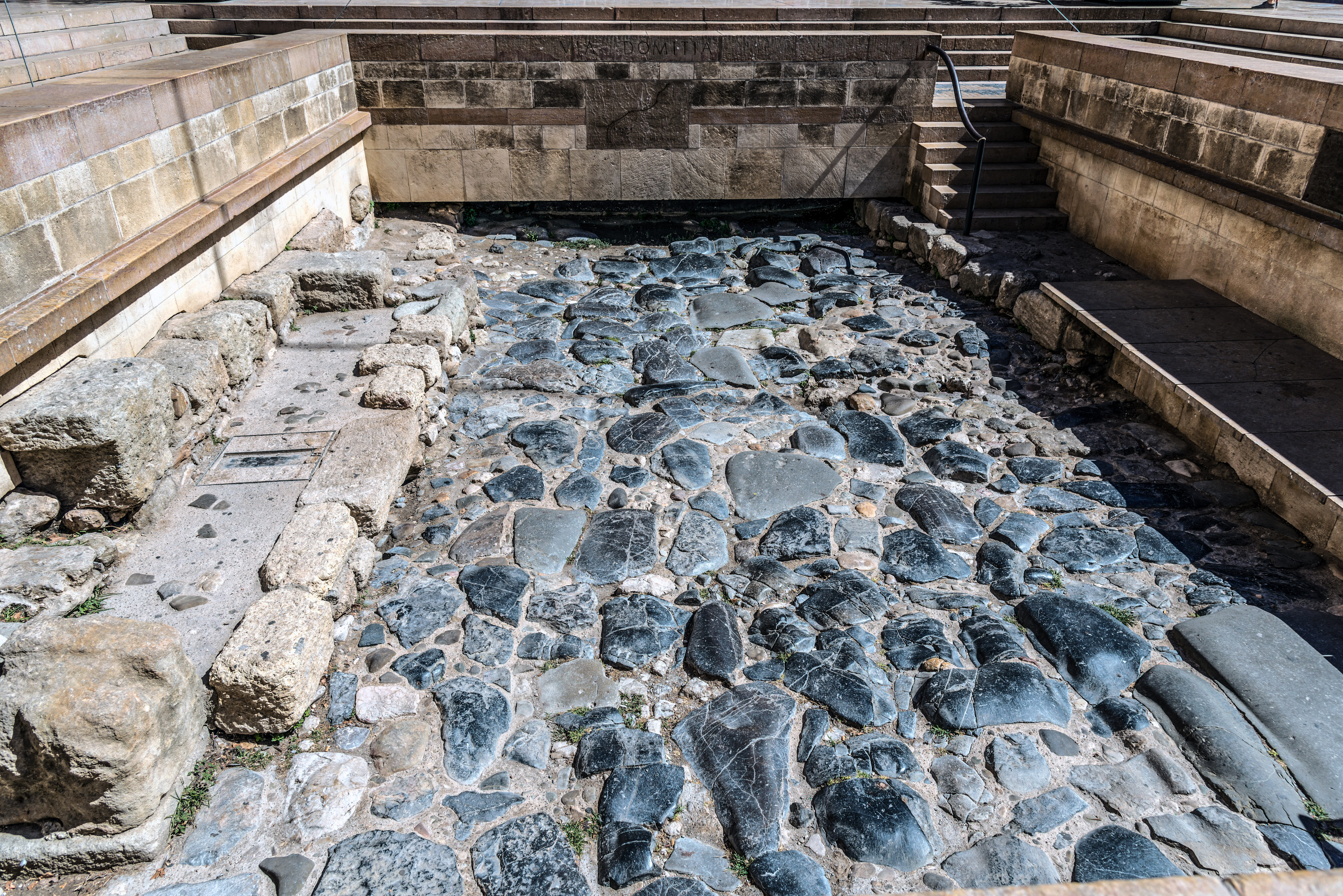
Restos de la Vía Domitia recientemente descubiertos en Narbona.

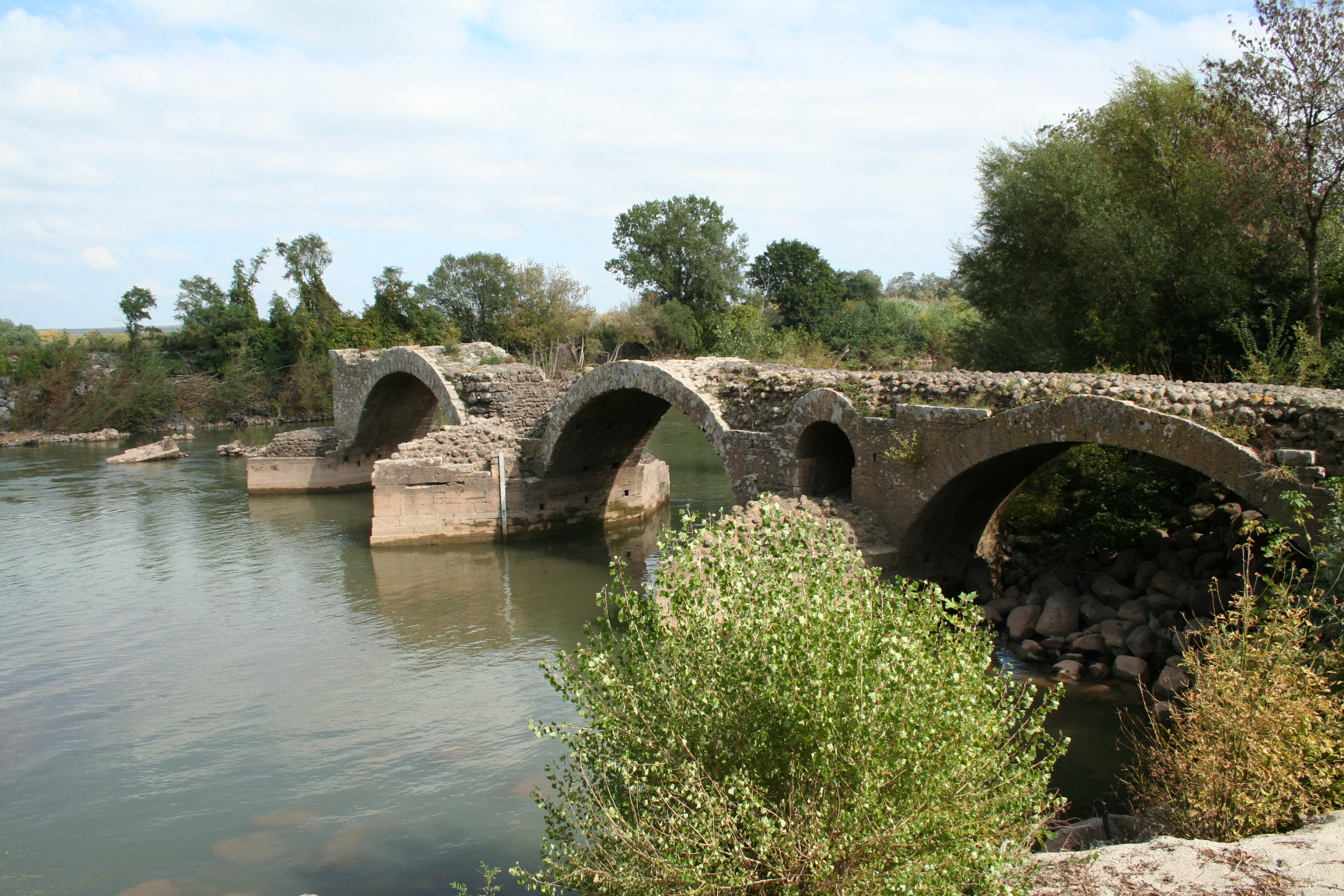
Ruinas de un puente de la Vía Domitia en Saint-Thibéry.

La Vía Domitia fue la primera calzada romana construida en la Galia, más específicamente en la provincia de Gallia Narbonensis, actual zona sur de Francia, paralela a la costa mediterránea entre los Alpes y los Pirineos. Fue construida en el año 118 a. C. por orden del procónsul Cneo Domicio Enobarbo, de quien tomó el nombre. 
Muchos caminos y autopistas modernas coinciden con el viejo trazado de la Vía Domitia. Es el caso, por ejemplo de las rutas nacionales N85 y N100, y la autopista A9.

## Itinerario
De este a oeste, la Vía Domitia hacía el siguiente recorrido:

### Piamonte
Partía en la Segusio, actual Susa, en el Piamonte, Italia. Cruzaba los Alpes en Montgenevre, a 1800 m s. n. m. Allí un hito santuario, Druantium o Sommae Alpes, indicaba al viajero que había abandonado la Galia Cisalpina.

### Galia
Entonces, una a una se iban cruzando las ciudades romanas de la actual Francia:
- Brigantio (Briançon): Una parada de abastecimiento.
- Vapincum (Gap): Una población pequeña que comenzó a ser llamada ciudad en el siglo IV.
- Eberodunum (Embrun): Capital de la pequeña provincia de Alpes Maritimae a partir del año 297 d. C..
- Caturigomagus (Chorges): Puesto fronterizo entre las provincia romana alpina y la Gallia Narbonensis.
- Segustero (Sisteron): Donde la Vía Domitia corresponde a las actuales calles Rue Droite y Rue de la Saunerie.
- Apta Julia (Apt): Fundada por Julio César junto a la vía ya existente, el año 50 a. C.
- Cabellio (Cavaillon)
- Glanum (Saint-Rémy-de-Provence): Antigua colonia griega.
- Ugernum (Beaucaire)
- Nemausus (Nîmes): Ciudad importante en la época romana. Aquí la vía corresponde a la actual calle Rue Nationale.
- Ambrussum: Actualmente deshabitada. Allí permanece un único arco del Pont Ambroix.
- Sextantio (Castelnau-le-Lez)
- Baeterris (Béziers): Fundada por Augusto.
- Narbo Martius (Narbona): Primera colonia romana en Galia, fundada en el año 118 a. C., y capital de la provincia de Gallia Narbonensis.
- Ad Viscensimum (Fitou): Una parada caminera.
- Ruscino: Una ciudad romana importante, hoy deshabitada, ubicada al sur de la actual Perpiñán.

### Bifurcación final
En Ruscino se dividía la calzada en una ruta costera y otra interior:
- El brazo costero terminaba en Portus Veneris (Port-Vendres y Banyuls).
- El brazo interior avanzaba hacia los Pirineos, alcanzando cima en el Summum Pyrenaeum (coll de Panissars, la Junquera).

### Llega a Hispania
La ruta se transformaba en la Vía Augusta al entrar en la actual España, en Deciana (La Junquera). Con esta nueva denominación el camino se prolongaba hasta Gadir (Cádiz).